# Бирач
Бирач је име које се од османлијског доба односи на подручје у средњем Подрињу између Власенице на западу и Сребренице на истоку. То је висораван са висином од 600–900 m. Пружа се у правцу северозапад-југоисток. 
Највиши врхови су Сикира са 1.071 m, Комић 1.032 m и Лисина 1.262 m. Цели крај је испресецан долинама речица које извиру на југозападу испод планине Јавор и теку на северозапад до уливања у реку Јадар. Познато је по благој клими и воћарству. Земљиште је мањим делом пољопривредно и под пашњацима, а већим је под четинарском и листопадном шумом. 
У Бирчу постоји више насеља разбијеном типа: Горњи Залуковик, Врли Крај, Герови, Бачићи, Вишњица, Нурићи, Помол, Бечићи, Горње и Доње Врсиње, Заклопача, Заграђе. Становници се баве пољопривредом и сточарством.

## Регија Бирач
Регија Бирач обухвата територије општина Зворник, Осмаци, Шековићи, Власеница, Милићи, Братунац и Сребреница. 

## Историја
Бирач се према турским изворима зове Бирче. Од краја 16. века то је био кадилук који се звао Кнежина с Бирчем. Кадилуку су припадала места, Кнежина, Нова Касаба и Власеница. У кадилуку је био и манастир Ловница. Има много историјских споменика, стећака, старих путева, утврђења и цркава.

### Српска аутономна област Бирач
Српска аутономна област Бирач је постојала кратко од 9. до 21. новембра 1991. године, након чега је постала дио Српске аутономне области Романија-Бирач.